# Luiz da Costa Chaves Faria
Luiz da Costa Chaves Faria (Rio de Janeiro, 22 de novembro de 1847 – Rio de Janeiro, 13 de setembro de 1910) foi um médico brasileiro.
Foi eleito membro da Academia Nacional de Medicina em 1901, ocupando a Cadeira 48, que tem Márcio Philaphiano Nery como patrono.